# Rocks
Rocks és un film del gènere coming-of-age britànica de 2019 dirigit per Sarah Gavron. Els protagonistes són Bukky Bakray com a Olushola, que té per sobrenom Rocks, una noia adolescent afrobritànica del barry de Hackney a Londres amb el seu germà petit Emmanuel (D'angelou Osei Kissiedu), abandonat per llur mare soltera. Això els força a sobreviure per si mateixos i a intentar evitar ser custodiats per les autoritats, ajudats per llur bona amiga Sumaya (Kosar Ali) entre d'altres.
La pel·lícula es va veure per primer cop al Festival de Cinema Internacional de Toronto de 2019 i va ser estrenada al Regne Unit el 10 d'abril de 2020. Va ser aclamada per la crítica, i va ser nominada a set premis BAFTA, inclòs el de pel·lícula britànica excepcional.

## Repartiment
- Bukky Bakray com a Olushola "Rocks" Omotoso
- Kosar Ali com a Sumaya
- D’angelou Osei Kissiedu com a Emmanuel Omotoso
- Shaneigha-Monik Greyson com a Roshé
- Ruby Stokes com a Agnes
- Tawheda Begum com a Khadijah
- Afi Okaidja com a Yawa
- Anastasia Dymitrow com a Sabina
- Sarah Niles com a Ms. Booker
- Layo-Christina Akinlude com a Funke Omotoso
- Sharon D. Clarke com a Anita
- Joanna Brookes com a Geraldine
- Angelica Nicole Cabutotan com a Angela
- Kaine Zajaz com a Mo
- Brie-Morgan Appleton com a Natasha
- Ashley Merino Bastidas com a Micaela
- Mohammad Amiri com a Mohammed
- Islah Abdur-Rahman com a Ismail
- Shola Adewusi com a àvia Omotoso (veu)

## Producció
La pel·lícula va ser rodada al voltant d'East London l'estiu de 2018. Les ubicacions de la pel·lícula inclouen també el mercat de Ridley Road.
El 75% del repartiment estava integrat per dones, i la directora Sarah Gavron va seleccionar, gairebé exclusivament, actors no professionals de la zona.

## Recepció
En la pàgina de compilació de crítiques cinematogràfiques Rotten Tomatoes, el film té un índex d'aprovació del 97% basat en 60 crítiques, amb un índex mitjà de 8.7 sobre 10. El consens de la crítica de la pàgina diu: «Una història coming-of-age fresca i graciosa arrelada en personatges realistes i ancorada en un potent missatge, Rocks és tan sòlida com el seu títol suggereix». Segons Metacritic, basat en catorze crítiques va rebre una mitjana ponderada de 96 sobre 100, una «aclamació universal».
Peter Bradshaw del diari The Guardian li va donar cinc estrelles i va elogiar el caràcter punyent i tràgic defilm dient que «la societat probablement no serà capaç de explotar al màxim aquest recurs. L'escena de la classe sobre Picasso i el cubisme, quan fan mofa dels retalls de cares extrets de revistes per Picasso, és un moment graciós, però seriós també, perquè hi ha un sentit real del potencial. Aquesta pel·lícula és una allau tan gran de vitalitat! Sacseja.» Al diari The Daily Telegraph, Robbie Collins també va donar cinc estrelles, dient: «Rocks comptaria abans amb – i al final, celebraria abans – el potencial juvenil en si, i la seva habilitat extraordinària de florir fins i tot des dels sòls més estèrils». The Independent li va donar quatre estrelles parquè «Rocks és un testament sentit de la resiliència de les noies adolescents».

### Premis i nominacions
En la 74a edició dels BAFTA, Rocks va obtenir set nominacions, va empatar amb Nomadland.
| Premi                           | Data de Cerimònia    | Categoria                                              | Destinatari(s)                                                              | Resultat  | Ref.   |
| ------------------------------- | -------------------- | ------------------------------------------------------ | --------------------------------------------------------------------------- | --------- | ------ |
| Premis British Independent Film | 18 de febrer de 2021 | Millor pel·lícula independent britànica                | Sarah Gavron, Ameenah Ayub Allen, Faye Ward, Theresa Ikoko i Claire Wilson  | Guanyador | [ 9 ]  |
| Premis British Independent Film | 18 de febrer de 2021 | Millor director                                        | Sarah Gavron                                                                | Nominat   | [ 9 ]  |
| Premis British Independent Film | 18 de febrer de 2021 | Millor actriu                                          | Bukky Bakray                                                                | Nominat   | [ 9 ]  |
| Premis British Independent Film | 18 de febrer de 2021 | Millor actor secundari                                 | D'angelou Osei Kissiedu                                                     | Guanyador | [ 9 ]  |
| Premis British Independent Film | 18 de febrer de 2021 | Millor actriu secundària                               | Kosar Ali                                                                   | Guanyador | [ 9 ]  |
| Premis British Independent Film | 18 de febrer de 2021 | Millor guió                                            | Theresa Ikoko i Claire Wilson                                               | Nominat   | [ 9 ]  |
| Premis British Independent Film | 18 de febrer de 2021 | Novell més prometedor                                  | Kosar Ali                                                                   | Guanyador | [ 9 ]  |
| Premis British Independent Film | 18 de febrer de 2021 | Novell més prometedor                                  | Bukky Bakray                                                                | Nominat   | [ 9 ]  |
| Premis British Independent Film | 18 de febrer de 2021 | Millor guionista revelació                             | Theresa Ikoko i Claire Wilson                                               | Nominat   | [ 9 ]  |
| Premis British Independent Film | 18 de febrer de 2021 | Millor càsting                                         | Lucy Pardee                                                                 | Guanyador | [ 9 ]  |
| Premis British Independent Film | 18 de febrer de 2021 | Millor disseny de vestuari                             | Ruka Johnson                                                                | Nominat   | [ 9 ]  |
| Premis British Independent Film | 18 de febrer de 2021 | Millor muntatge                                        | Maya Maffioli                                                               | Nominat   | [ 9 ]  |
| Premis British Independent Film | 18 de febrer de 2021 | Millor maquillatge i perruqueria                       | Nora Robertson                                                              | Nominat   | [ 9 ]  |
| Premis British Independent Film | 18 de febrer de 2021 | Millor música                                          | Connie Farr I Emilie Levienaise-Farrouch                                    | Nominat   | [ 9 ]  |
| Premis BAFTA                    | 11 d'abril de 2021   | Millor direcció                                        | Sarah Gavron                                                                | Pendent   | [ 10 ] |
| Premis BAFTA                    | 11 d'abril de 2021   | Millor actriu                                          | Bukky Bakray                                                                | Pendent   | [ 10 ] |
| Premis BAFTA                    | 11 d'abril de 2021   | Millor actriu secundària                               | Kosar Ali                                                                   | Pendent   | [ 10 ] |
| Premis BAFTA                    | 11 d'abril de 2021   | Millor guió original                                   | Theresa Ikoko i Claire Wilson                                               | Pendent   | [ 10 ] |
| Premis BAFTA                    | 11 d'abril de 2021   | Millor director, guionista o productor britànic novell | Theresa Ikoko i Claire Wilson                                               | Pendent   | [ 10 ] |
| Premis BAFTA                    | 11 d'abril de 2021   | Millor càsting                                         | Lucy Pardee                                                                 | Pendent   | [ 10 ] |
| Premis BAFTA                    | 11 d'abril de 2021   | Pel·lícula britànica excepcional                       | Sarah Gavron, Ameenah Ayub Allen, Faye Ward, Theresa Ikoko, i Claire Wilson | Pendent   | [ 10 ] |